# Ян Лазор
Ян Лазор (*4 вересня 1941) — чехословацький політик зі Словаччини русинськогої (українського) походження, позапартійний член Палати націй Федеральних зборів за часів нормалізації.

## Життєпис
Станом на 1976 рік професійно значиться як робітник. На виборах 1976 року він зайняв місце в словацькій частині Палати Націй (виборчий округ № 130 — Бардейов, Східно-Словацька область). Він залишався у Федеральних зборах до кінця свого терміну, тобто до виборів 1981 року.

### Зовнішні посилання
- (чеськ.) Ян Лазор у парламенті